# 町田也真人
町田 也真人（まちだ やまと、1989年12月19日 - ）は、埼玉県浦和市（現：さいたま市南区）出身のプロサッカー選手。Jリーグ・ギラヴァンツ北九州所属。ポジションはミッドフィールダー。
実父の町田隆治は浦和サッカー少年団指導者協議会技術委員会副委員長。

## 来歴

### プロ入り前
埼玉栄高校では、監督のセルヒオ・エスクデロの下3年生で埼玉県予選を制し、同校史上初の全国高校サッカー選手権出場を達成した。専修大学に進学後はトップ下として活躍し、4年次には中心選手として関東大学サッカーリーグ戦1部および全日本大学サッカー選手権での優勝を果たした。専修大学では同学年に庄司悦大、2学年下に長澤和輝らがいる。大学ではチームの快進撃を支える中心選手だった一方、「あの（小柄な）体格ではプロは厳しい」というプロ関係者の評価もあった。その中でジェフユナイテッド千葉から継続的に高評価を受け、2011年8月の天皇杯東京都予選、横河武蔵野FC（現・東京武蔵野シティFC）・FC町田ゼルビアとの対戦での活躍後、獲得オファーに至った。

### プロ入り後
2012年、J2・ジェフユナイテッド千葉に加入。3年目の2014年は出場機会を増やし、J1昇格プレーオフ決勝戦に先発出場を果たしたが、決定機を外すなど本来のパフォーマンスを発揮できず、チームも0-1でモンテディオ山形に敗れた。その後、町田の元には「お前のせいだ」というメッセージが寄せられたという。
2015年より背番号を14に変更。序盤戦は先発の座を守っていたが、シーズン途中のシステム変更を機に一転ベンチ外となり、出場機会が激減した。同年オフにはチームを去る覚悟を決めていたというが、監督・関塚隆の希望もあり残留を決断した。2016年も開幕直後は先発出場機会が無かったが、第10節・水戸ホーリーホック戦で先発に抜擢されると主力に定着。得点力不足の克服の為、シュート練習に取り組んだ成果が実り、11得点を挙げチーム得点王となった。
2017年より背番号を10に変更し、副キャプテンに就任。引き続き主力として6得点8アシストの活躍を挙げた。オフにはJ1へ昇格した名古屋グランパスからオファーを受けると一時は移籍へと気持ちが傾いたが、クラブ・サポーターからの慰留に応え千葉との契約を更新した。2018年5月、第14節・アルビレックス新潟戦で全治約3ヶ月の左肩関節脱臼の怪我を負い長期離脱となった。シーズン後半はキャプテンとして千葉を引っ張ったが、目標のJ1昇格には届かないどころか、クラブ史上最低のJ2・14位でシーズンを終えた。同年オフ、複数のクラブから移籍オファーが届き、「今チャレンジできない選手が、2年後、3年後に生き残っているのか」という理由から移籍を決意した。
2019年、松本山雅FCに完全移籍。自身初のJ1挑戦となった中、J1第24節・浦和レッズ戦では途中出場から2得点の起点となり逆転勝利の立役者となる活躍を見せたが、度重なる負傷の影響もありリーグ戦の先発機会は5試合にとどまった。
2020年、大分トリニータに完全移籍。31歳の誕生日であった12月19日のJ1第34節・サガン鳥栖戦でJ1初ゴールを記録。翌2021年は開幕からスタメンに定着し昨シーズンより出場機会を増やすと、リーグ戦チーム最多となる8得点を記録。チームは同シーズン18位に終わりJ2降格が決まったが、天皇杯決勝を6日後に控えた12月13日に契約更新が発表された。
大分がJ2降格後の2022年では19試合、2023年では18試合出場していたが、2024年では3試合出場しか出来なかった。
2024年を以て大分を契約満了により退団。2025年、ギラヴァンツ北九州に加入。

## エピソード
- 2013年 - 2014年にかけてジェフユナイテッド千葉に在籍していたケンペスのゴールでプロ初アシストを決めた際、ケンペス自身が愛用していた腕時計をプレゼントとして貰った。その後故障して動かなくなっていたが、ケンペスが飛行機事故で急逝したことを受けて、修理してもう一度使うことを示唆している[18]。
- 専修大学3年時に就活を経験。ブライダル業「ノバレーゼ」との面接では、プロサッカー選手への道を諦められないことを伝えた結果、人事担当者に「今はサッカーに専念した方がいい。もしプロになれなかったときは、うちに連絡してください」と言われ改めてプロを目指すことを決意。4年時にはチームを関東大学リーグ優勝などに導く活躍を見せ、9月にジェフユナイテッド千葉から正式オファーを受けた。入団内定後の全日本大学選手権決勝では面接した人事担当者が応援に駆けつけ、そこで町田は全3ゴールに絡む大活躍を見せた。プロ入りから3年後には、町田はノバレーゼで結婚式を挙げたという[2]。
- ジェフユナイテッド千葉時代の監督であった関塚隆については、「なんなんだ、この人は。っていつも思っていました（笑）。でも、間違いなく、僕を一番成長させてくれた監督でしたね。」と語っている[3]。
- 2019年10月3日、自身のTwitterを更新し、幼少期に耳かきをさしてしまった事が原因で右耳が聞こえないことを報告した[19]。本人のツイートによると小学校1年生の時に「手術すれば半々の確率で治る」と言われたが「これで育ってきたので不便さは感じていません」とのこと。また、1番大変だったのは、学校で後ろからトントンされてヒソヒソ話をされた時で「めんどいときは、全く聴こえてないけど、「そうなんだー」で乗り切ってました笑  乗り切れてない時いっぱいあったけど」とツイート。この件に関して地頭薗雅弥は「こういうことを明るく言えるのが、ヤマトの強さ。」とツイートしているが、これに対して町田自身は「あほなだけ笑　それと重く受け止めてない」と返信している。また、ファンに向けては「話しかけて僕が気付かなかったらそれはしかとではありません なので気付くまで話しかけて下さいね笑」とツイートしている。

## 所属クラブ
- 1996年 - 2000年 浦和別所サッカー少年団
- 2001年 FC浦和
- 2002年 - 2004年 さいたま市立白幡中学校
- 2005年 - 2007年 埼玉栄高等学校
- 2008年 - 2011年 専修大学
- 2012年 - 2018年 ジェフユナイテッド市原・千葉
- 2019年 松本山雅FC
- 2020年 - 2024年 大分トリニータ
- 2025年 - ギラヴァンツ北九州

## 個人成績
| 国内大会個人成績 | 国内大会個人成績 | 国内大会個人成績 | 国内大会個人成績 | 国内大会個人成績 | 国内大会個人成績 | 国内大会個人成績 | 国内大会個人成績 | 国内大会個人成績 | 国内大会個人成績 | 国内大会個人成績 | 国内大会個人成績 |
| 年度             | クラブ           | 背番号           | リーグ           | リーグ戦         | リーグ戦         | リーグ杯         | リーグ杯         | オープン杯       | オープン杯       | 期間通算         | 期間通算         |
| 年度             | クラブ           | 背番号           | リーグ           | 出場             | 得点             | 出場             | 得点             | 出場             | 得点             | 出場             | 得点             |
| 日本             | 日本             | 日本             | 日本             | リーグ戦         | リーグ戦         | リーグ杯         | リーグ杯         | 天皇杯           | 天皇杯           | 期間通算         | 期間通算         |
| ---------------- | ---------------- | ---------------- | ---------------- | ---------------- | ---------------- | ---------------- | ---------------- | ---------------- | ---------------- | ---------------- | ---------------- |
| 2012             | 千葉             | 28               | J2               | 7                | 0                | -                | -                | 2                | 0                | 9                | 0                |
| 2013             | 千葉             | 28               | J2               | 9                | 0                | -                | -                | 2                | 0                | 11               | 0                |
| 2014             | 千葉             | 28               | J2               | 27               | 0                | -                | -                | 4                | 1                | 31               | 1                |
| 2015             | 千葉             | 14               | J2               | 17               | 1                | -                | -                | 2                | 1                | 19               | 2                |
| 2016             | 千葉             | 14               | J2               | 32               | 11               | -                | -                | 3                | 0                | 35               | 11               |
| 2017             | 千葉             | 10               | J2               | 36               | 6                | -                | -                | 2                | 0                | 38               | 6                |
| 2018             | 千葉             | 10               | J2               | 25               | 4                | -                | -                | 0                | 0                | 25               | 4                |
| 2019             | 松本             | 25               | J1               | 13               | 0                | 3                | 1                | 0                | 0                | 16               | 1                |
| 2020             | 大分             | 8                | J1               | 19               | 1                | 1                | 0                | -                | -                | 20               | 1                |
| 2021             | 大分             | 8                | J1               | 32               | 8                | 2                | 0                | 3                | 0                | 37               | 8                |
| 2022             | 大分             | 8                | J2               | 19               | 0                | 1                | 0                | 0                | 0                | 20               | 0                |
| 2023             | 大分             | 8                | J2               | 18               | 0                | -                | -                | 0                | 0                | 18               | 0                |
| 2024             | 大分             | 8                | J2               | 3                | 0                | 0                | 0                | 0                | 0                | 3                | 0                |
| 2025             | 北九州           | 8                | J3               |                  |                  |                  |                  |                  |                  |                  |                  |
| 通算             | 日本             | 日本             | J1               | 64               | 9                | 6                | 1                | 3                | 0                | 73               | 10               |
| 通算             | 日本             | 日本             | J2               | 193              | 22               | 1                | 0                | 15               | 2                | 209              | 24               |
| 通算             | 日本             | 日本             | J3               |                  |                  |                  |                  |                  |                  |                  |                  |
| 総通算           | 総通算           | 総通算           | 総通算           | 257              | 31               | 7                | 1                | 18               | 2                | 282              | 34               |

- Jリーグ初出場 - 2012年3月11日 J2第2節 京都サンガF.C.戦（京都市西京極総合運動公園陸上競技場兼球技場）
- Jリーグ初得点 - 2015年7月4日 J2第21節 FC岐阜戦（フクダ電子アリーナ）

その他公式戦
- 2013年 
  - J1昇格プレーオフ 1試合0得点
- 2014年 
  - J1昇格プレーオフ 1試合0得点
- 2017年 
  - J1昇格プレーオフ 1試合0得点

## タイトル

### クラブ
埼玉栄高校
- 関東高等学校サッカー大会（2007年）
- 全国高等学校サッカー選手権大会埼玉県大会（2007年）

専修大学
- 全日本大学サッカー選手権大会（2011年）
- 関東大学サッカーリーグ戦1部（2011年）
- 関東大学サッカーリーグ戦2部（2010年）

### 個人
- 関東大学サッカーリーグ戦1部 ベストイレブン（2011年）
- 全日本大学サッカー選手権大会 ベストフォワード賞（2011年）

## 選抜歴
- 2010年 関東大学選抜